# Азербејџанска Демократска Република
Азербејџанска Демократска Република (азер. Azərbaycan Demokratik Respublikası) позната и као Азербејџанска Народна Република (азер. Azərbaycan Xalq Cümhuriyyəti) била је република која је у Тифлису 28. маја 1918. прокламовао Национални савет муслимана Закавказја. Република је проглашена у периоду Руске револуције и постојала је до краја априла 1920. када је проглашена Азербејџанска Совјетска Социјалистичка Република, једна од републике која су сачињавале Совјетски Савез.
Први главни град републике до септембра 1918. био је Генџе будући да су до тада бољшевице снаге контролисале Баку. Назив Азербејџан, који је из политичких побуда усвојила либерална пар-исламистичка и пан-турска партија Мусават, до 1918. користио примарно за перзијски Азербејџан. Нека од остварења Азербејџанске Демократске Републике било је давање права гласа женама (као једна од првих земаља на свету и прва већински муслиманска земља) и оснивање Државног универзитета у Бакуу.
За веме постојања држава је била у граничном спору са Демократском Републиком Грузијом и Демократском Републиком Јерменијом, друге две краткотрајне националне кавкашке државе настале су у истом периоду. Национални сукоби међу три групе довеле су се у друштвено и распадаја Закавкаске Демократске Федеративне Републике. Сукоби су ескалирали и у рат између Јерменије и Азербејџана понајвише око градова и региона Казах, Сјуник, Нагорно-Карабаха и Нахчивана.

## Галерија
- Прва застава Азербејџанске Демократске Републике
- Поштанска марка
- Азербејџански парламент